# Portada/efemèride juliol 2
Patrice Lumumba
« 1 de juliol · 2 de juliol · 3 de juliol »